# Los lenguajes del arte
Los lenguajes del arte: aproximación a la teoría de los símbolos es un libro del filósofo americano Nelson Goodman. Está considerado uno de los trabajos en estética más importantes del siglo XX, dentro de la tradición analítica. Originalmente publicado en 1968, fue revisado en 1976. Sin embargo, Goodman continuó matizando y actualizando sus teorías estéticas durante el resto de su carrera.

## Una teoría general de los símbolos
Los lenguajes del arte aparentemente habla solo de la filosofía de arte. No obstante, en la introducción del libro, Goodman define los "lenguajes" del título admitiendo todo "sistema de símbolos" en general. Uno de los conceptos centrales en este ensayo es el de referencia.

## Semejanzavs.representación
En la primera sección del libro, Goodman demuestra que algo no se tiene que parecer a otra cosa para poder representarlo. Apela tanto al sentido común como a la teoría de relación matemática. Por contra, sugiere que la representación ha de ser vista como un tipo particular de denotación arbitraria.

## Denotaciónvs.ejemplificación
La denotación y la ejemplificación son dos tipos de referencia. Goodman llama denotación el "núcleo de representación" ("core of representation", p. 5 de la edición inglesa). Algo está denotado cuándo está referido por una etiqueta, pero no la "posee".
La ejemplificación es referencia y posesión. "Mientras cualquier cosa puede ser denotado, solo las etiquetas pueden ser ejemplificadas". (57)

## Autenticidad:autográficovs.alográfico
Goodman también llama la atención sobre por qué una pintura puede ser falsificada mientras que una pieza de música no. Después de asegurar que hay una diferencia estética importante entre un original y una falsificación, Goodman sugiere que las obras de arte pueden ser falsificadas si y sólo si ("iff")  no hay posibilidad de notación a la hora de especificar qué es y qué no una obra auténtica.
En otras palabras, una pieza de música puede ser copiada hasta el más mínimo detalle; cualquier interpretación que siga esta partitura será considerada como auténtica. No es posible plantear un tipo de notación análogo para el caso de la pintura; por ello, la pintura puede ser falsificada y la música no.

## Teoría de la notación
Goodman expande en su idea de un sistema notacional. Un sistema de símbolos es una lengua formal con una gramática que consta de reglas sintácticas y reglas semánticas. Un sistema de símbolos se denomina notacional si cumple con ciertas propiedades, en particular que sus símbolos sean no-compactos.

## Puntuación,sketchy guion
Goodman compara los métodos notacionales de distintas artes: música, performance teatral, dibujo, pintura, baile y arquitectura. Ninguna de estas se adhiere a su notación ideal, pero son suficientes para exponer su postura. A pesar de las críticas que Goodman lanza contra el vocabulario habitual en el debate estético, no cree que "las exigencias que dicta el discurso técnico necesiten gobernar nuestro habla cotidiano" (187)